# Sankt Stefan im Rosental
Sankt Stefan im Rosental es una localidad del distrito de Südoststeiermark, en el estado de Estiria, Austria, con una población estimada a principio del año 2018 de 3947 habitantes. 
Se encuentra ubicada al sureste del estado, al sur de la ciudad de Graz —la capital del estado— y cerca de la frontera con el estado de Burgenland y con Eslovenia.